# Margareta Lundberg Rodin

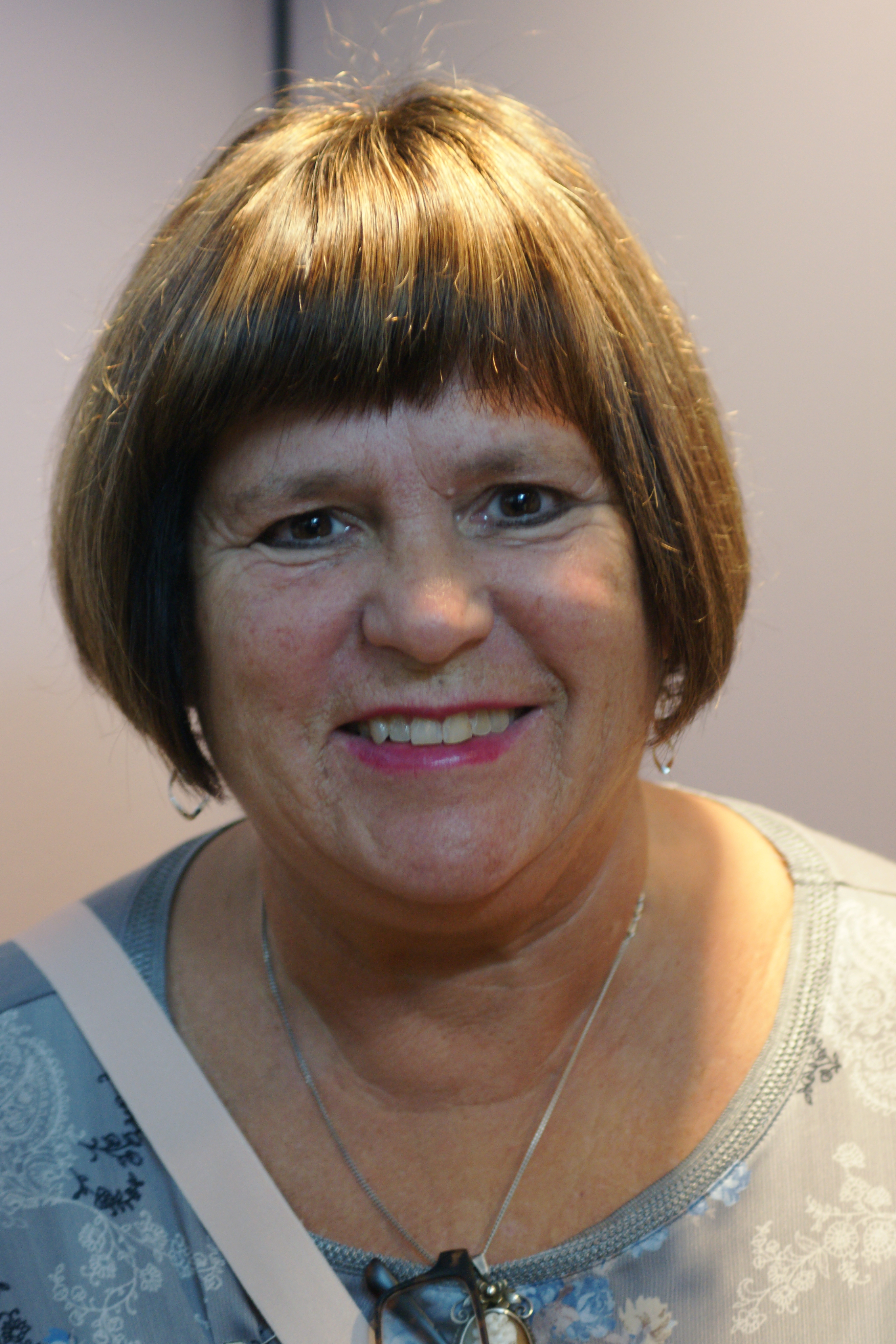
Margareta Lundberg Rodin, vid Scener & samtal på Världskulturmuseet, 2018.

Margareta Lundberg Rodin, född 1951, är en svensk bibliotekarie, forskare och administratör. Hon var åren 2007–2013 prefekt på bibliotekshögskolan vid Högskolan i Borås. Vid sidan av prefektskapet har hon bedrivit forskarstudier vid förvaltningshögskolan på Göteborgs universitet och lade i juni 2010 fram sin licentiatavhandling Chefer i korstryck – Att hantera krav i politiskt styrda organisationer.
Lundberg Rodin tillhörde för övrigt den första kursen vid bibliotekshögskolan i Borås 1972-1974. Hon var under många år biblioteks- och kulturchef i Kungsbacka kommun och ingår nu i styrelsen för Svensk Biblioteksförening. Hon sitter även sedan 2014 i styrelsen för Göteborgs Litteraturhus. 2015 var hon redaktör för Svensk Biblioteksförenings jubileumsbok.